# Catrin Dams
Catrin Dams (* in Berlin) ist eine deutsche Synchronsprecherin.

## Werdegang
Catrin Dams ist seit 1990 als Synchronsprecherin tätig. Ihre erste große Rolle war DJ Tanner in der US-amerikanischen Serie Full House. Später folgten Rollen wie die der Jessica in Malcolm mittendrin, Emma Walker in der Krimi-Serie Cold Case und Layla Williams, ein Charakter aus dem Kinofilm Sky High.
Dams wird häufig in Anime-Serien besetzt. So war sie bereits in Yu-Gi-Oh! GX als Mindy, in Paranoia Agent, in Chrono Crusade als Schwester Anna und in dem Fantasy-Anime Tsubasa Chronicle als Prinzessin Tomoyo zu hören. Kurze Zeit später folgte die Synchronisation der Renge in der Comedy-Serie Ouran High School Host Club.
Von 2006 bis 2007 sprach sie Yue Ayase, einen Hauptcharakter aus Magister Negi Magi und Negima!?.
Im Jahr 2007 sprach sie ebenfalls des Öfteren Hauptrollen, so sprach sie Adale Roland in Astraea Testament und Yuri in dem preisgekrönten Film Das Mädchen, das durch die Zeit sprang von Mamoru Hosoda. Ihre Gesangskünste präsentierte sie 2008 in der Rolle der Chika Suzu im siebten Kinofilm von Detektiv Conan.
Dams ist die deutsche Stimme von Sabrina Bryan, welche sie zuletzt in den Cheetah-Girls-Filmen vertonte. Sie lieh Anna Paquin in deren ersten Filmen ihre Stimme. Zudem sprach sie von 2007 bis 2010 Jade in der Serie Bratz.

## Synchronarbeiten
- 1992: Full House – für Candace Cameron Bure … als DJ Tanner
- 2002: Malcolm mittendrin – für Hayden Panettiere … als Jessica
- 2003: Cheetah Girls – Wir werden Popstars – für Sabrina Bryan … als Dorinda
- 2004: Cold Case – Kein Opfer ist je vergessen – für Colleen Foy … als Emma Walker
- 2004: Chrono Crusade … als Anna
- 2005: Paranoia Agent … als Lizuka
- 2005: Sky High – Diese Highschool hebt ab! – für Danielle Panabaker … als Layla Williams
- 2006: Rom – für Coral Amiga … als Vorena, die Ältere
- 2006: Hotel Zack & Cody – für Vanessa Anne Hudgens … als Corrie
- 2006: Avatar – Der Herr der Elemente … als Prinzessin Yue
- 2006: Tsubasa Chronicle … als Prinzessin Tomoyo
- 2006: Power Rangers S.P.D – für Alycia Purrott … als Sydney Drew
- 2006: Planetes … als Lucy Ascam
- 2006: Cheetah Girls 2 – für Sabrina Bryan … als Dorinda
- 2006–2009: Yu-Gi-Oh! GX … als Mindy
- 2006: Magister Negi Magi … als Yue Ayase
- 2007: Magister Negi Magi Negima!? … als Yue Ayase
- 2007: Magister Negi Magi Spring Special OVA … als Yue Ayase
- 2007: Venus vs. Virus … als Laura
- 2007: Ouran High School Host Club … als Renge
- 2007: Der Goldene Kompass … als Salcilia
- 2007: Astraea Testament – The Good Witch of the West … als Adale Roland
- 2007–2010: Bratz … als Jade
- 2007: Air Gear … als Reng Fa
- 2007: Das Mädchen, das durch die Zeit sprang – für … als Yuri Hayakawa
- 2008: Evil Twin – für Elisabeth Moss … als Emma
- 2008: Detektiv Conan – Die Kreuzung des Labyrinths … als Chika Suzu
- 2008: Ghost Whisperer – Stimmen aus dem Jenseits (Fernsehserie) – für Courtnee Draper ... als Allison
- 2009: Detektiv Conan – Die Partitur des Grauens … als Lara Chigusa
- 2009: Fist of the North Star: The Legend of Yuria … als Yuria
- 2009: Cheetah Girls: One World – für Sabrina Bryan … als Dorinda
- 2010: Smallville – für Alexz Johnson … als Imra Ardeen/Saturn Girl
- 2010: Mobile Suit Gundam 00 … als Louise Halevy